# Трубецкой, Николай Никитич
Князь Никола́й Ники́тич Трубецко́й (6 (17) ноября 1744, Москва — 23 сентября (5 октября) 1820, Кострома) — русский писатель и переводчик эпохи Просвещения, один из видных московских масонов, сенатор (1796), действительный тайный советник (1800).

## Биография
Предпоследний сын генерал-прокурора князя Никиты Юрьевича Трубецкого, по матери — единоутробный брат поэта М. М. Хераскова. С 15 лет фигурирует в списках Семёновского полка, в 25 лет вышел в отставку полковником, через год продолжил службу в Берг-коллегии. В 1770 вступил в Вольное экономическое общество. С 1774 года постоянно жил в Москве, где управлял в 1786—1792 годах казначейством «для остаточных сумм».
Видный московский мартинист из круга Н. И. Новикова, младший Трубецкой, по свидетельству последнего, «писал разные в стихах и прозе сочинения, из коих многие напечатаны в московских ежемесячных сочинениях», правда, без указания автора. По просьбе своего брата Хераскова занимался переводами статей из французской «Энциклопедии».
В 1770-е гг. жил в одном доме с братьями Александром и Юрием Трубецкими и Михаилом Херасковым. Их особняк на Тверской улице (ныне на его месте дом № 21) вошёл в историю как один из очагов Русского Просвещения. На сцене домашнего театра «благородными особами разыгрывались русские и французские лучшие пьесы». В подмосковной усадьбе Очаково, которой Трубецкой владел вместе с Херасковым, по свидетельству И. Долгорукого, «ежедневные происходили очарования, разнородные сельские пиршества, театры, иллюминации, фейерверки и всё, что может веселить ум и чувства».

### Участие в тайных обществах
В начале 1770-х Н. Н. Трубецкой, по собственным словам, отверг «прежние заблуждения, почерпнутые из Беля, Гельвеция, Вольтера и прочих» и стал пылким деятелем русского масонства. Весной 1773 барон Рейхель вручил ему молоток досточтимого мастера ложи «Гарпократ», осенью того же года они основали ревельскую ложу «Изида», с 1776 он руководил московской ложей «Озирис». В 1780 Трубецкой, Шварц и Новиков (женившийся к тому времени на его племяннице) организовали «тайную сциентифическую» ложу «Гармония».
После Вильгельмсбадского конвента князь Трубецкой под именем «Рыцарь северного орла» (Eques ab aquila boreale) был избран в Капитул 8 провинции Исправленного шотландского устава; также он принадлежал к наиболее высокопоставленным в России розенкрейцерам. Финансировал с братом Юрием Дружеское учёное общество и Типографическую компанию.
После ареста в 1792 году Новикова, братья Трубецкие и Херасков бросились в Очаково истреблять компрометирующие их бумаги. Московский генерал-губернатор Прозоровский докладывал императрице, что Николай Трубецкой «между ними велик, но сей испугался и плачет». Он так характеризовал изданный Трубецким перевод сочинения «Новое начертание истинныя теологии»:

В первом томе мистика, но противная проповедованию церкви нашей, во втором касается уже до гражданского правительства, чтобы по заведении новой церкви подчинить оной и все государственное правительство и соединить все народы и законы вообще, а наконец стараться завести республику.
После допросов был сочтён раскаявшимся в своих заблуждениях и был выслан под наблюдение в село Никитовка Ливенского уезда. Ходатайство о помиловании было проигнорировано Екатериной II.
После смерти матери Павел I дозволил Трубецкому вернуться в Москву и сделал его сенатором. 5 апреля 1797 г. Трубецкой был награждён орденом Святой Анны 1 степени. В 1800 г. вышел в отставку, вступил в ложу «К мёртвой голове», после вторжения в Россию французов уехал доживать свой век в Кострому в крайне стеснённых материальных условиях.

## Семья и потомки
Женой Трубецкого была княжна Варвара Александровна Черкасская (1748—1833), женщина прекрасно образованная, автор нескольких пьес для исполнения на подмостках домашнего театра. Вместе со своими подругами Е. С. Урусовой и Е. В. Херасковой она считается одной из первых русских писательниц. Княгиня Трубецкая состояла в поэтической переписке с князем И. М. Долгоруким, который писал про супругов:

Они любили жить роскошно и весело; во вкусе их были театр, бал, маскерад и все вообще увеселения; по зимам они жили в Москве. Тут мы игрывали комедии, наряжались в хари на бал и всеми забавами молодости наслаждались.
Единственный сын четы Трубецких, князь Пётр Николаевич (1773—1801), умер задолго до родителей, но успел оставить потомство от брака (с 11 апреля 1792 года) с Надеждой Ивановной Пестовой, в том числе дочерей — Анну, вышедшую за курского губернатора А. С. Кожухова, и Елену (22.02.1802). Эта ветвь рода Трубецких, жившая достаточно бедно, не дала сколько-нибудь заметных деятелей. По семейному преданию, от князя Н. Н. Трубецкого происходит эстонский музыкант Тыну Янович Трубецкой.